# Bielinski
Bielinski (do 1948 Czembar) – miasto w Rosji, w obwodzie penzeńskim, 129 km na zachód od Penzy. W 2009 liczyło 9 006 mieszkańców. Nazwa zmieniona na cześć Wissariona Bielińskiego w jego setną rocznicę śmierci.